# IceCaps de Saint-Jean (2011-2015)
Pour la franchise actuelle, voir IceCaps de Saint-Jean.
Les IceCaps de Saint-Jean (en anglais St. John's IceCaps) sont une équipe de hockey sur glace de Saint-Jean dans la province de Terre-Neuve-et-Labrador au Canada. Le club évolue dans la Ligue américaine de hockey de 2011 à 2015.

## Historique
En 2011, une nouvelle franchise de la Ligue nationale de hockey, les Jets, s'installe dans la ville de Winnipeg. Le Moose du Manitoba déménage alors à Saint-Jean. Le 29 juillet 2011, l'équipe annonce le nom - IceCaps - et les couleurs de l'équipe. À la fin de la première saison à laquelle ils participent, la saison 2011-2012, les IceCaps terminent à la première place de leur division, deuxièmes de leur association et sont qualifiés pour les séries éliminatoires de la Coupe Calder. Les IceCaps sont le premier club de la LAH au Canada atlantique depuis 2005, quand les Maple Leafs de Saint-Jean ont déménagé de Saint-Jean à Toronto ; ils sont maintenant les Marlies de Toronto.
Le 21 octobre 2011, Buddy the Puffin, un puffin anthropomorphique, a été présenté comme la mascotte des IceCaps de Saint-Jean. Buddy était anciennement la mascotte des Maple Leafs de Saint-Jean.
En mars 2015, la Ligue américaine de hockey annonce le déménagement des IceCaps à Winnipeg, où ils reprennent leur ancien nom de Moose, et des Bulldogs de Hamilton à Saint Jean ; le club affilié à Montréal garde le nom et le logo des IceCaps mais les couleurs changent pour celles du club montréalais.

## Statistiques
| Saison    | PJ | V  | D  | DP | DTB | BP  | BC  | Pts | Classement                    | Séries éliminatoires                                                                                 |
| --------- | -- | -- | -- | -- | --- | --- | --- | --- | ----------------------------- | --- |
| 2011-2012 | 76 | 43 | 25 | 5  | 3   | 240 | 216 | 94  | 1er de la division Atlantique | 3-1 Crunch de Syracuse 4-3 Penguins de WBS 0-4 Admirals de Norfolk                                   |
| 2012-2013 | 76 | 32 | 36 | 3  | 5   | 195 | 237 | 72  | 5e de la division Atlantique  | Non qualifiés                                                                                        |
| 2013-2014 | 76 | 46 | 23 | 2  | 5   | 258 | 207 | 99  | 4e de la division Est         | 3-1 Devils d'Albany 4-2 Admirals de Norfolk 4-2 Penguins de Wilkes-Barre/Scranton 1-4 Stars du Texas |
| 2014-2015 | 76 | 32 | 33 | 9  | 2   | 183 | 235 | 75  | 12e de l'association de l'Est | Non qualifiés                                                                                        |